# Cormobates placens
Trepadeira-amável ou corre-troncos-papua (Cormobates placens) é uma espécie de ave da família Climacteridae.
Pode ser encontrada na Nova Guiné.